# IT-kommissionen
IT-kommissionen var en serie statliga kommittéer tillsatta av Sveriges regering i syfte att vara regeringens rådgivare i IT-frågor. Den första IT-kommissionen tillsattes i mars 1994 av regeringen Bildt och leddes av statsministern själv. Den fjärde och sista kommissionen avslutade sin verksamhet år 2003.
IT-kommissionens arbete gick ut på att sprida information om de problem och möjligheter som utveckling och användning av informationsteknik innebär. Den övergripande uppgiften var att analysera informationsteknikens påverkan på samhällsutvecklingen. Den första kommissionen presenterade på en direktsänd presskonferens rapporten "Vingar åt människans förmåga". Rapporten handlade om vilka områden där satsningar i IT ansågs mest relevanta, utbildning och skola lyfts då fram. IT-kommissionen bildade under sitt första år även stiftelsen Kunskaps- och Kompetensutveckling, KK-stiftelsen, som fick en miljard kronor från de tidigare löntagarfonderna för IT-satsningar främst inom skolan. Den första IT-kommissionen drev även igenom hem-PC-reformen.
Kommissionen bestod av åtta ledamöter som utsetts av Sveriges regering och leddes av näringsministern. På IT-kommissionens sekretariat arbetade 6 projektledare, en informationsansvarig samt en kanslichef.
Den mest långlivade IT-kommissionen blev den fjärde, som var verksam mellan 1998 och 2003, då en slutrapport lämnades till regeringen. Den fjärde IT-kommissionen fokuserade på den digitala infrastrukturen och utbyggnaden av bredband. De drev bland annat på för att ge alla svenskar 5 Mbit/s genom en omfattande utbyggnad av Sveriges digitala infrastruktur, främst av fibernät. För ett genomföra detta behövdes investeringar på knappt 60 miljarder kronor, en summa de jämförde med när Sverige 1856 satsade på att bygga ut järnvägen. Dåvarande näringsministern Björn Rosengren betecknade dock IT-kommissionens förslag som fantasifulla. Resultatet av IT-kommissionens visionära förslag efter att det hade behandlats politiskt blev att Svenska kraftnät byggde ett stomnät till alla kommunhuvudorter. 2,6 miljarder kronor avsattes i statsbudgeten för regionala nät, kommunerna fick stöd med sammanlagt 3,2 miljarder och en skattelättnad för abonnentanslutningar med hög överföringskapacitet infördes. Den fjärde IT-kommissionen blev den sista och ersattes av den svenska regeringens IT-politiska strategigrupp.
År 2017 togs IT-kommissionens webbplats över av Internetmuseum och blev museiföremål på grund av dess internethistoriska värde.